# 武平町
武平町（ぶへいちょう）は、愛知県名古屋市東区にある地名。武平町5丁目1番地の一区画が現存するのみである。
当地域の人口は0人（2019年2月1日現在、住民基本台帳調査による。名古屋市調べ）。

## 地理
名古屋市東区南西端に位置する。
東から南は中区、西は久屋町、北は東桜一丁目に接する。かつては南北に細長い町域であり、東は東片端町1丁目・ 1丁目・下竪杉町1～2丁目・杉ノ町2丁目・駿河町1丁目・七曲町、西は南外堀町13丁目・中市場町3丁目・久屋町2丁目～8丁目・神楽町3丁目、南は新栄町1丁目、北は東外堀町2丁目に接していた。

## 歴史

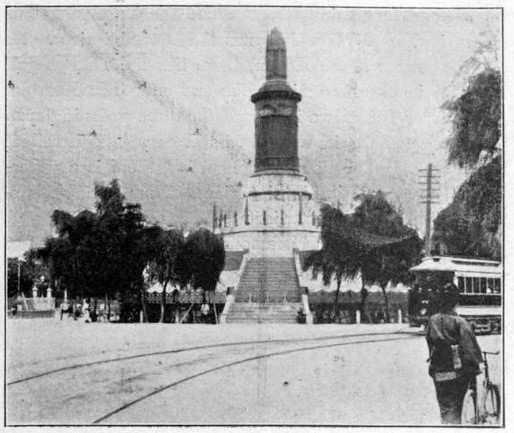
かつてあった日清戦争戦没記念碑（1900年建立、のち日泰寺へ移築）

### 地名の由来
清洲越しの際、普請奉行松井武兵衛が当地に屋敷を持ったことから武兵衛町と称されたものである。のち、武平町と改まったという。

### 沿革
- 明治4年 - 武平町筋の片端筋から伝馬町筋に武平町1～3丁目として成立[3]。
- 1878年（明治11年） - 名古屋区成立に伴い、同区武平町となる[2]。また、一部が杉ノ町となる[2]。
- 1889年（明治22年） - 名古屋市成立に伴い、同市武平町となる[2]。
- 1900年（明治33年）3月 - 愛知県庁が愛知県師範学校の跡地に整備された新庁舎に南久屋町より移転[4]。
- 1908年（明治41年）4月1日 - 東区成立に伴い、同区武平町となる[2]。
- 1911年（明治44年） - 中区南武平町の一部を編入する[2]。ただし、『なごやの町名』では全部を編入したとする[3]。
- 1912年（大正元年）10月15日 - 東区武平町5-2において、愛知信託株式会社が設立される[5]。
- 1927年（昭和2年）4月1日 - 財団法人坂文種報徳会により、東区武平町2丁目において武平町療養所が開設される[6]。
- 1938年（昭和13年） - 愛知県庁は、南外堀町の新庁舎に移転する[4]。
- 1944年（昭和19年）2月11日 - 栄区成立に伴い、同区武平町となる[2]。
- 1945年（昭和20年）11月3日 - 栄区廃止に伴い、東区武平町となる[2]。
- 1976年（昭和51年） - 住居表示実施に伴い、一部が泉一丁目・東桜一丁目に編入される[3]。また、一部が新栄町・久屋町に編入される[3]。
- 1980年（昭和55年） - 一部が泉一丁目に編入される[3]。

## 施設
- 現在、町域は5丁目の一部のみであり、名古屋栄ビルディングが立地する[3]。

## 史蹟
当地は江戸時代には武家町であり、星野勘左衛門や儒学者松平君山・国学者市岡猛彦の邸宅などがあった。

## その他

### 日本郵便
- 郵便番号 : 461-0008[WEB 3]（集配局：名古屋東郵便局[WEB 5]）。

### WEB
1. ↑  “愛知県名古屋市東区の町丁・字一覧”.   人口統計ラボ. 2019年3月21日閲覧。
2. 1 2  “町・丁目(大字)別、年齢(10歳階級)別公簿人口(全市・区別)”.   名古屋市 (2019年2月20日). 2019年3月10日閲覧。
3. 1 2  “郵便番号”.  日本郵便. 2019年3月17日閲覧。
4. ↑  “市外局番の一覧”.   総務省. 2019年1月6日閲覧。
5. ↑  郵便番号簿 平成29年度版 - 日本郵便. 2019年03月10日閲覧 (PDF)

### 文献
1. 1 2  「角川日本地名大辞典」編纂委員会 1989, p. 1515.
2. 1 2 3 4 5 6 7 8 9  「角川日本地名大辞典」編纂委員会 1989, p. 1185.
3. 1 2 3 4 5 6  名古屋市計画局 1992, p. 157.
4. 1 2  名古屋市教育委員会 1991, p. 209.
5. ↑  名古屋市会事務所 1963, p. 185.
6. ↑  名古屋市会事務局 1964, p. 85.
7. ↑  有限会社平凡社地方資料センター 1981, p. 97.